# Шхвацабая, Игорь Константинович
Игорь Константинович Шхвацабая (1928 год, Саратов, СССР — 1988 год, Москва, СССР) — советский терапевт, кардиолог, академик АМН СССР (1980).

## Биография
Родился в Саратове в 1928 году, в семье врачей. Отец, К. Я. Шхвацабая (1896—1960) — терапевт, профессор, главный терапевт МЗ РСФСР.
В 1952 году — окончил 1-й ММИ, в 1958 году — аспирантуру при Институте терапии АМН СССР, где работал с 1952 по 1964 годы.
С 1964 по 66 годы — руководитель секции отдела сердечно-сосудистых заболеваний ВОЗ (Женева).
В 1966 году — защитил докторскую диссертацию, тема: «Значение нервного фактора в происхождении инфаркта миокарда у человека и экспериментальных некрозов сердечной мышцы», в 1968 году — присвоено учёное звание профессора.
С 1966 года и до конца жизни работал в Институте кардиологии имени А. Л. Мясникова (сейчас это Национальный медицинский исследовательский центр кардиологии): заместитель директора по научной работе (1966—1968), директор (1968—1988), одновременно — заместитель генерального директора Всесоюзного кардиологического научного центра АМН СССР (1975—1988).
В 1974 году — избран членом-корреспондентом, а в 1980 году — академиком АМН СССР.
Умер в 1988 году в Москве, похоронен на Новодевичьем кладбище, там же где и отец.
Брат — Юрий Константинович Шхвацабая (1927—1994), спортсмен, занимался альпинизмом и горнолыжным спортом. Врач, кандидат медицинских наук.

## Научная деятельность
Специалист в области терапии, кардиологии.
Автор свыше 300 научных работ, в том числе 5 монографий, посвященных различным аспектам сердечно-сосудистой патологии. Изучал роль неврогенных факторов в развитии атеросклероза, этиологии и патогенезе ишемической болезни сердца, вопросы терапии артериальной гипертонии и других.
Один из участников разработки теоретических основ и системы восстановительного лечения и реабилитации при инфаркте миокарда.
Одним из первых начал изучение патогенетических и лечебных аспектов начальной стадий гипертонической болезни. Провел серию комплексных исследований гемодинамики и сформулировал оригинальные представления об основных патогенетических факторах в периоды становления и стабилизации гипертонической болезни.
Являлся председателем Московского научного общества кардиологов, редактором редотдела «Кардиология» БМЭ, экспертом ВОЗ.

### Сочинения
- Экспериментальные некрозы миокарда, М., 1963 (совм. с др.);
- Значение нервного фактора в происхождении инфаркта миокарда у человека и экспериментальных некрозов сердечной мышцы, дисс., М., 1965;
- Ишемическая болезнь сердца, М., 1975;
- Эпидемиология сердечно-сосудистых заболеваний, М., 1977 (ред. совм. с др.);
- Реабилитация больных ишемической болезнью сердца, М.,1978 (совм. с др.);
- Гиперальдостеронизм и артериальная гипертония, М., 1984 (совм. с Чихладзе Н. М.).

## Награды
- Орден Трудового Красного Знамени
- Орден «Знак Почёта»
- медали
- Премия имени С. П. Боткина АМН СССР (1975) — за монографию «Ишемическая болезнь сердца»